# Churpfalzpark Loifling
Koordinaten: 49° 10′ 12″ N, 12° 38′ 20″ O
Churpfalzpark Loifling ist ein Freizeitpark in Loifling in der Nähe von Cham (Oberpfalz) in Bayern. Er verfügt neben mehreren Fahrattraktionen auch über weitläufige Grünanlagen in Form von Landschafts- und Gartenausstellungen.

## Geschichte
Der Park wurde 1971 von der Familie Muth mit mehreren beweglichen Märchenszenen, einigen Blumen- und Gartenlandschaften sowie zahlreichen Tieren angelegt und hatte damals etwa ein Fünftel seiner heutigen Fläche.
1981 hielt die erste Fahrattraktion Einzug in den Park und der Park wurde mehr und mehr zu einem modernen Vergnügungspark. Nach und nach kamen weitere Fahrgeschäfte und Gartenanlagen, so dass der Park sein heutiges Aussehen erlangte.
2009 wurde der Park von einer auserwählten Jury zum schönsten Blumen- und Erlebnispark Bayerns gewählt.

## Attraktionen

### Achterbahnen
| Name                      | Typ                                  | Hersteller     | Eröffnungsjahr | Bemerkungen                         | Weblinks |
| ------------------------- | ------------------------------------ | -------------- | -------------- | ----------------------------------- | -------- |
| Family Launch Coaster     | Launched Coaster, Familienachterbahn | SBF Visa Group | 2024           |                                     |          |
| Marienkäfer Hochbahn      | Familienachterbahn                   | Zierer Rides   | 1983           | War die erste Achterbahn des Parks. |          |
| Schmetterlings-Pendelbahn | Familienachterbahn, Shuttle Coaster  | Sunkid         | 1989           |                                     |          |
| Spinning Coaster          | Familienachterbahn, Spinning Coaster | SBF Visa Group | 2018           |                                     |          |

### Wasserattraktionen

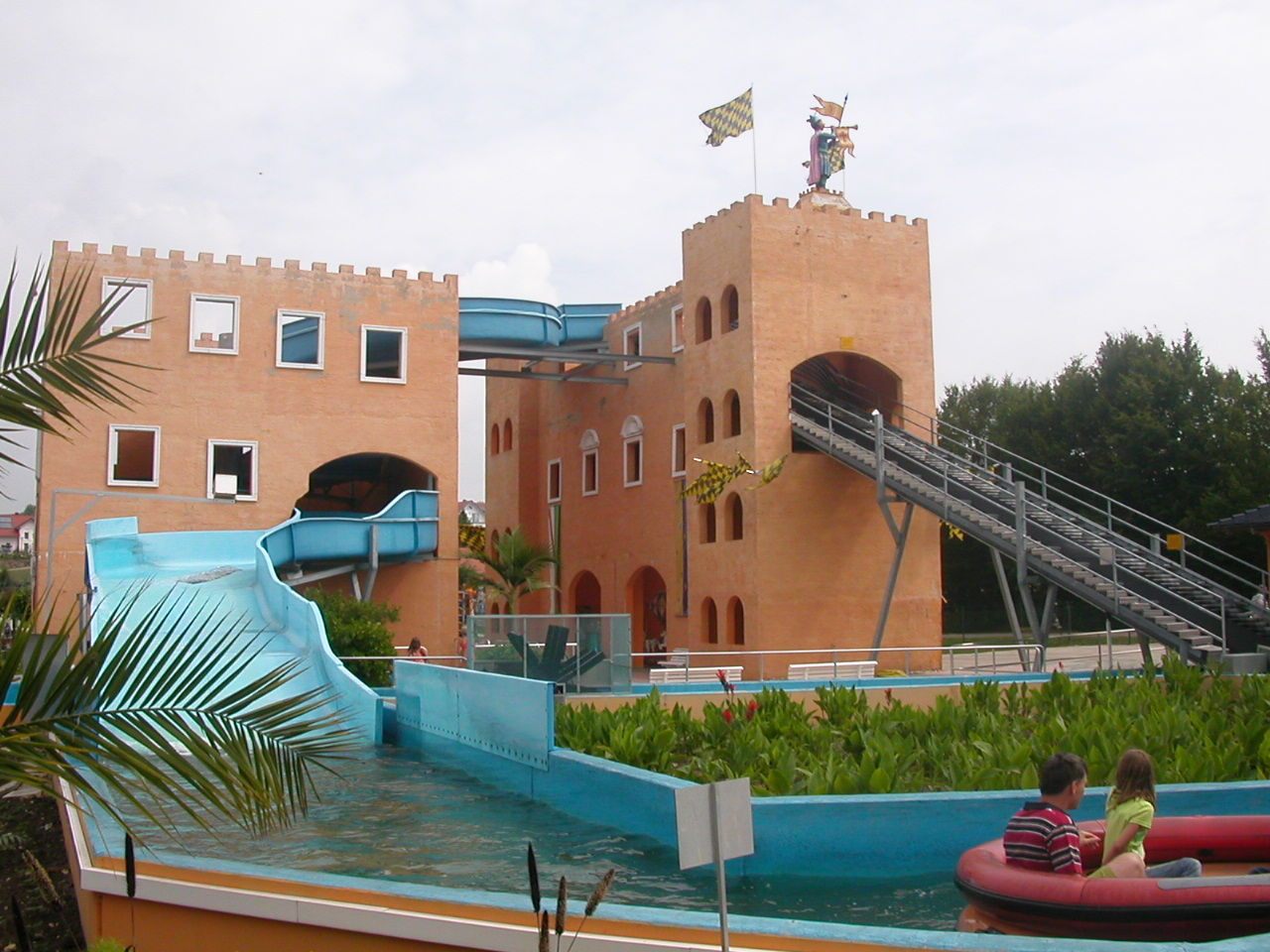
Die Rafting Anlage „High Speed Rafting“

- High Speed Rafting (Rapid River)
- Wildwasserbahn
- Bumper Boote

### Sonstige Attraktionen
| - Autoscooter - Wellenflieger (Kettenkarussell) - Crazy Plane Flugzeug - Drachenschnellbahn - Rutschenparadies - Pendelbahn - Skyfly - Blütenwirbel - Bungee Trampolinanlage | - Blumengondelbahn - Piraten der Karibik - Spiegellabyrinth - Babywellenfluß - Elektronisches Figurentheater - Spielplatz Kristiansand - Kutschenfahrt - Papstkarussell - Riesen Luftkisten (Trampolin) | - Riesenrad - Edelstein Schatzsuche - Roter Pendolino (Kindereisenbahn) - Wurm im Apfelbaum - Seerosenfahrt - Kinderkettenflieger - Mystery Fun House - Island Adventure ( Neu 2019) - Pferdekarusell (Neu 2019) - Wasserspielplatz mit kleinen Rutschen (Neu 2019) |

### Gartenanlagen

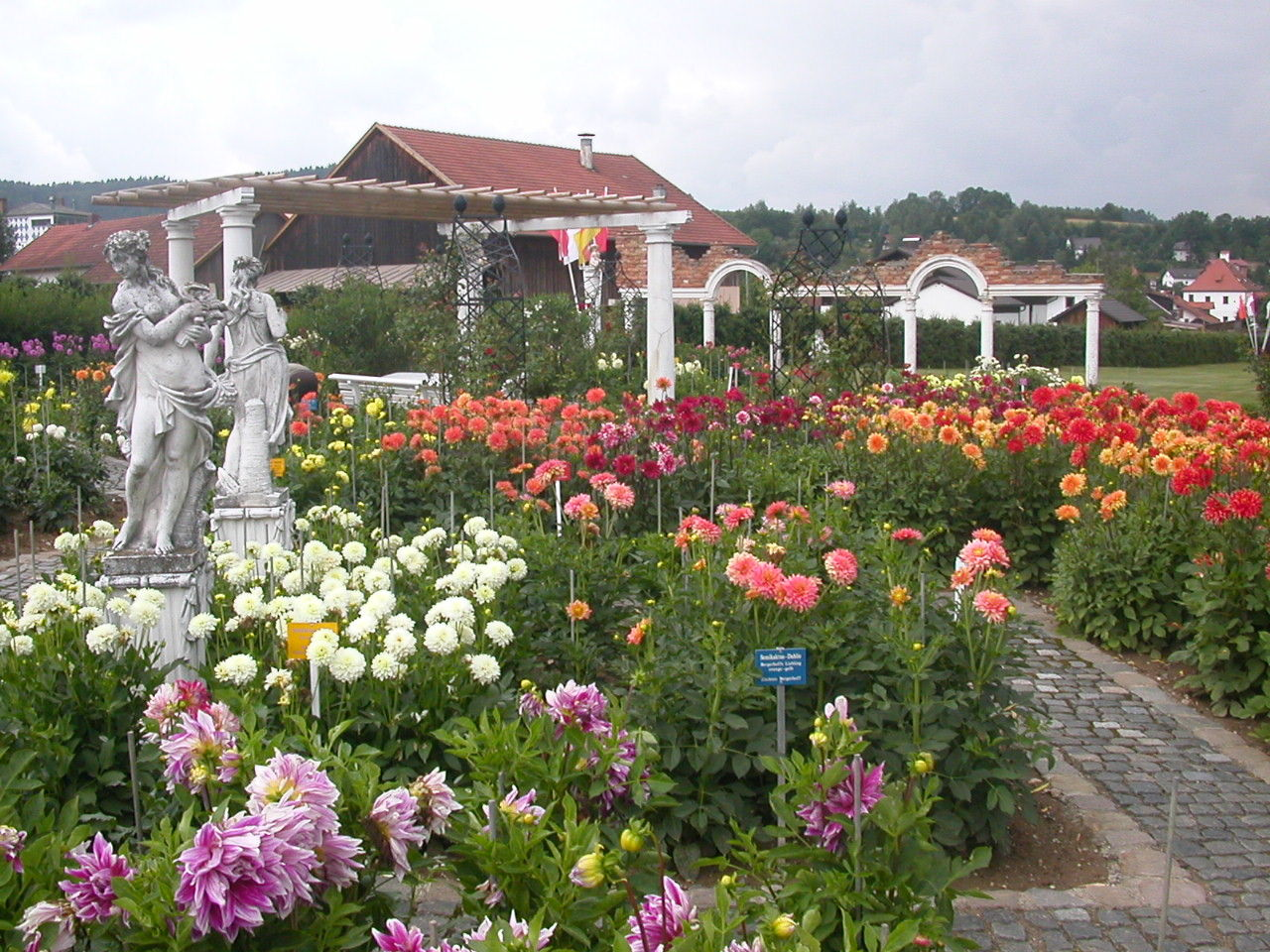
Gartenanlage im Churpfalzpark

- Blumenrondel
- Dahlienirrgarten
- Mohngarten
- Bauerngarten
- Bananengarten
- Mexikanischer Garten
- Barockgarten
- Englischer Garten
- Garten der schönen Melodie

## Fotogalerie

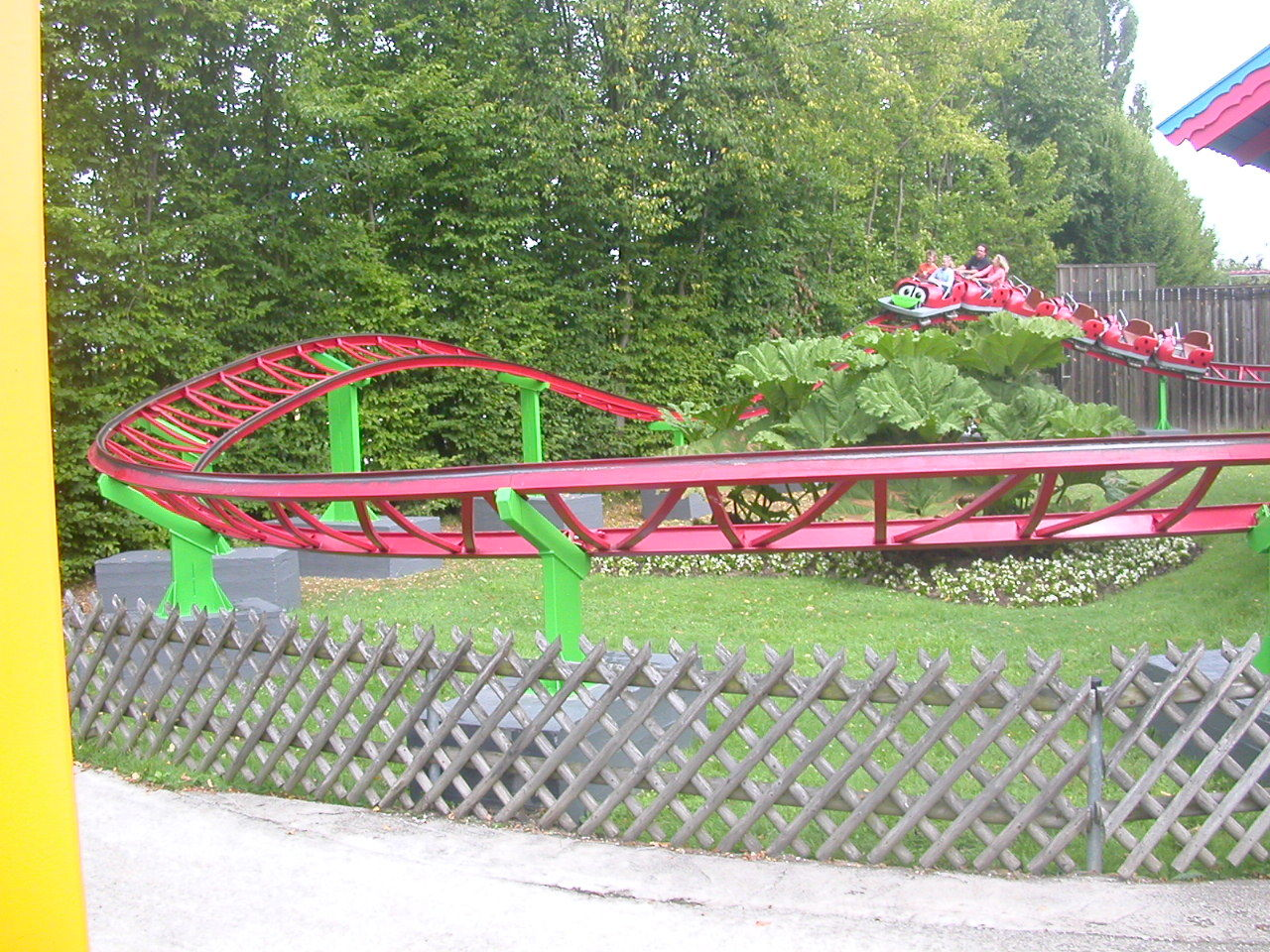
Marienkäferachterbahn
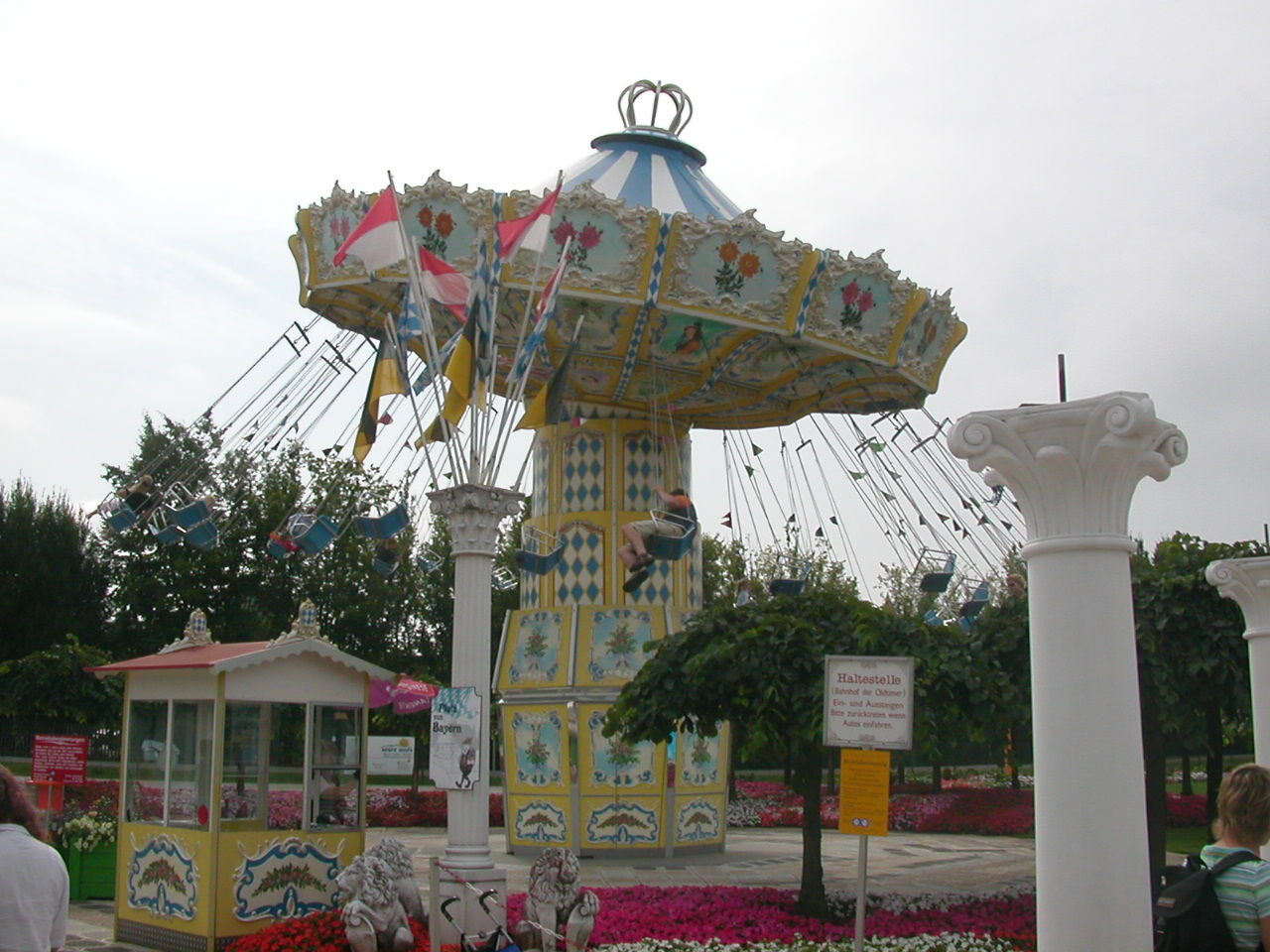
Kettenkarussell
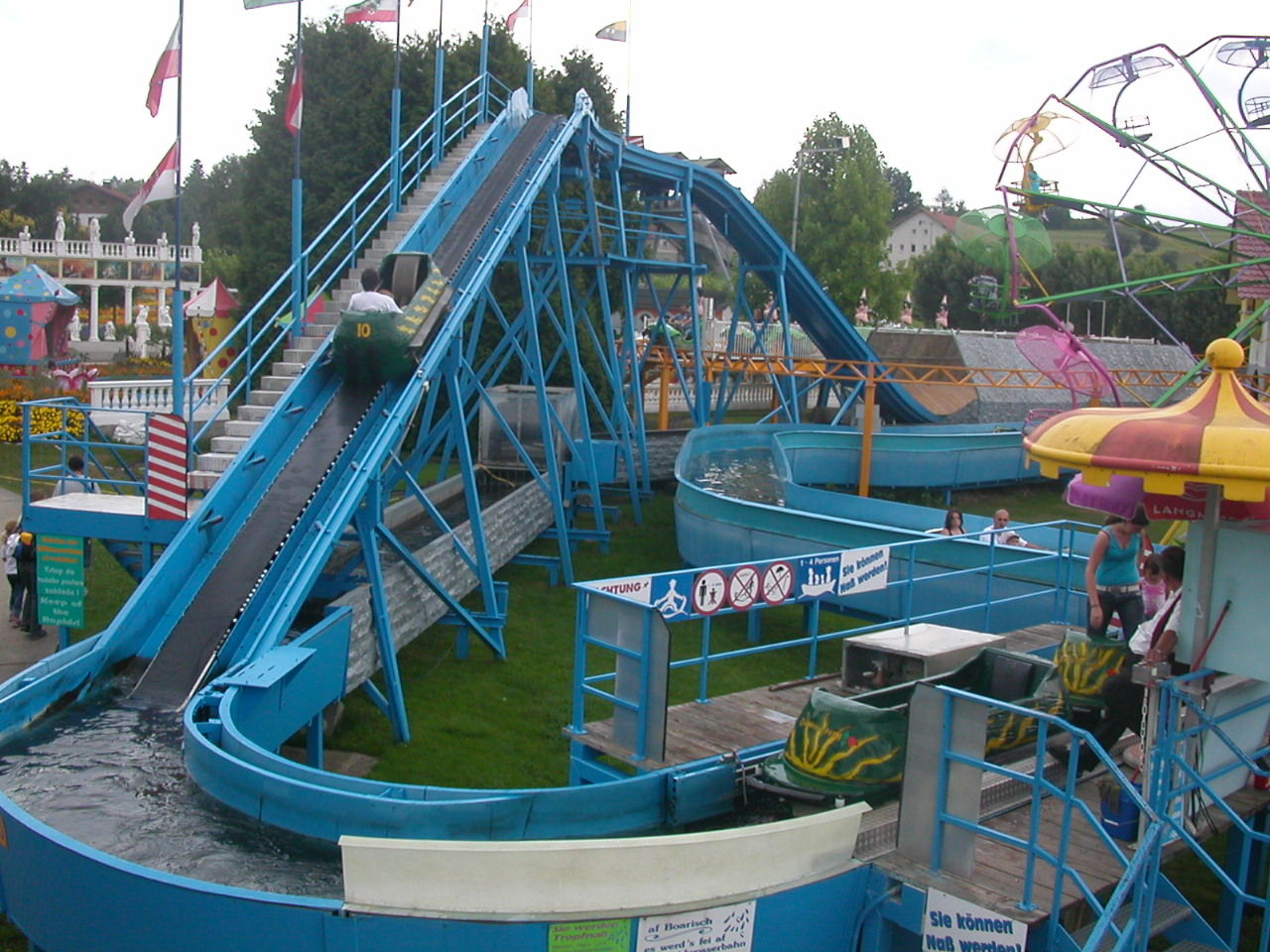
Wildwasserbahn
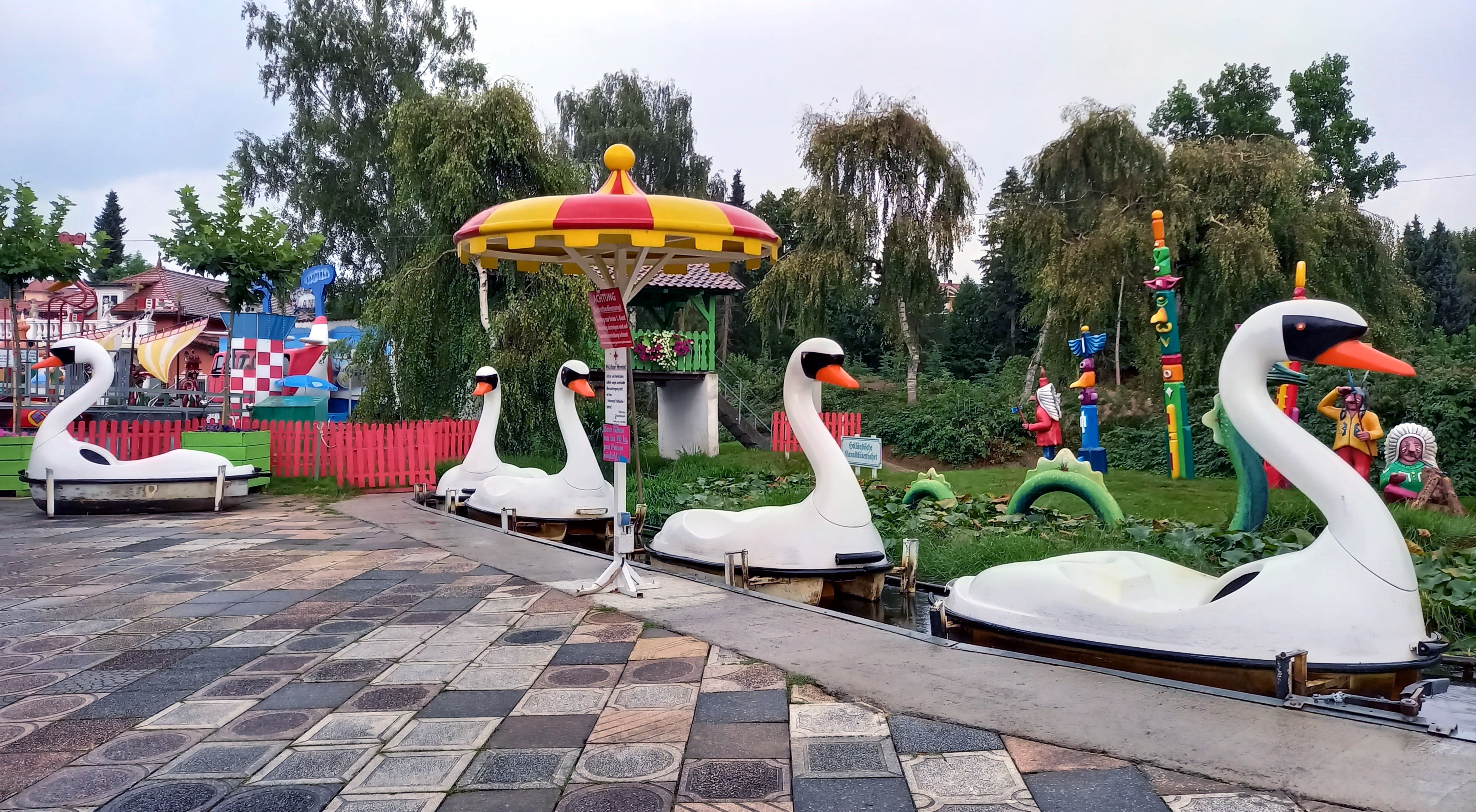
Holländische Kanalblütenfahrt